# Atropacarus genavensis
Atropacarus genavensis är en kvalsterart som först beskrevs av Sandór Mahunka 1993.  Atropacarus genavensis ingår i släktet Atropacarus och familjen Phthiracaridae. Inga underarter finns listade.